# 164P/Christensen
164P/Christensen, komet Jupiterove obitelji. 